# Žďár nad Sázavou
Žďár nad Sázavou (dřívější názvy částí před sloučením Město Žďár a Zámek Žďár, německy Saar a Saar-Vorschloss, latinsky Sar) je město ležící v Kraji Vysočina, okresu Žďár nad Sázavou, s jádrem na Moravě. Okrajovým územím přesahuje historickou česko-moravskou zemskou hranici do Čech. Žďár je vzdálen 30 km severovýchodně od Jihlavy. Žije zde přibližně 20 tisíc obyvatel.
Město leží v centrální části Českomoravské vrchoviny ve Žďárských vrších, s centrem na řece Sázavě. Je nejvýše položeným okresním městem České republiky a prochází jím hlavní evropské rozvodí oddělující úmoří Severního a Černého moře. Velká část města zasahuje do CHKO Žďárské vrchy.
Nachází se v něm bývalý významný cisterciácký klášter Studnice Blahoslavené Panny Marie. V barokním období nechal jeho opat Václav Vejmluva vybudovat či obnovit řadu budov ve městě i okolí. Jejich architektem byl Jan Blažej Santini-Aichel. Jeden z nich, poutní kostel svatého Jana Nepomuckého je zapsán na seznamu památek UNESCO. Po zrušení kláštera v roce 1784 bylo jádro kláštera využíváno jako zámek a celý areál tak bývá i označován.

## Historie

### Středověk
Kolem roku 1100 stávala poblíž dnešního zámeckého areálu tržní osada na zemské obchodní stezce u brodu přes řeku Sázavu. Poté, co byl v roce 1252 panem Bočkem z Obřan nedaleko založen cisterciácký klášter Studnice Blahoslavené Panny Marie, došlo k přestěhování osady do prostoru tzv. Starého města (pomístně Klafar, Žďár nad Sázavou 3) a krátce poté do míst okolo kostela sv. Prokopa (dnešní historické jádro města). V současném místě byl Žďár vystavěn jako tržní městečko a v roce 1293 je poprvé zmiňován soud (pod jehož jurisdikci spadalo klášterní panství), zasedající ve Žďáře. Za husitských válek byl klášter vypálen a od té doby, přes vydatnou pomoc na obnově Jiřího z Poděbrad, jeho důležitost upadala.

### Raný novověk
V roce 1588 směnil vévoda Karel II. Minsterberský, fundátor žďárského kláštera, toto panství s olomouckým biskupstvím za drobné statky v okolí šternberského panství, které mu patřilo. Žďár se tak stal manským statkem olomouckých biskupů, proti čemuž se klášter ohradil za vydatné podpory obyvatel městečka. Během sporů přešlo panství nejdříve mezi stolní statky biskupství a později je olomoucký biskup, kardinál František z Ditrichštejna, získal do svého osobního vlastnictví. V roce 1607 Žďár povýšil na město. Roku 1614 kardinál Františkem Ditrichštejn kvůli sporu o vlastnictví žďárského panství cisterciácký klášter zrušil a po odchodu řeholníků jej změnil ve světské sídlo, které roku 1617 dokonce zastavil.

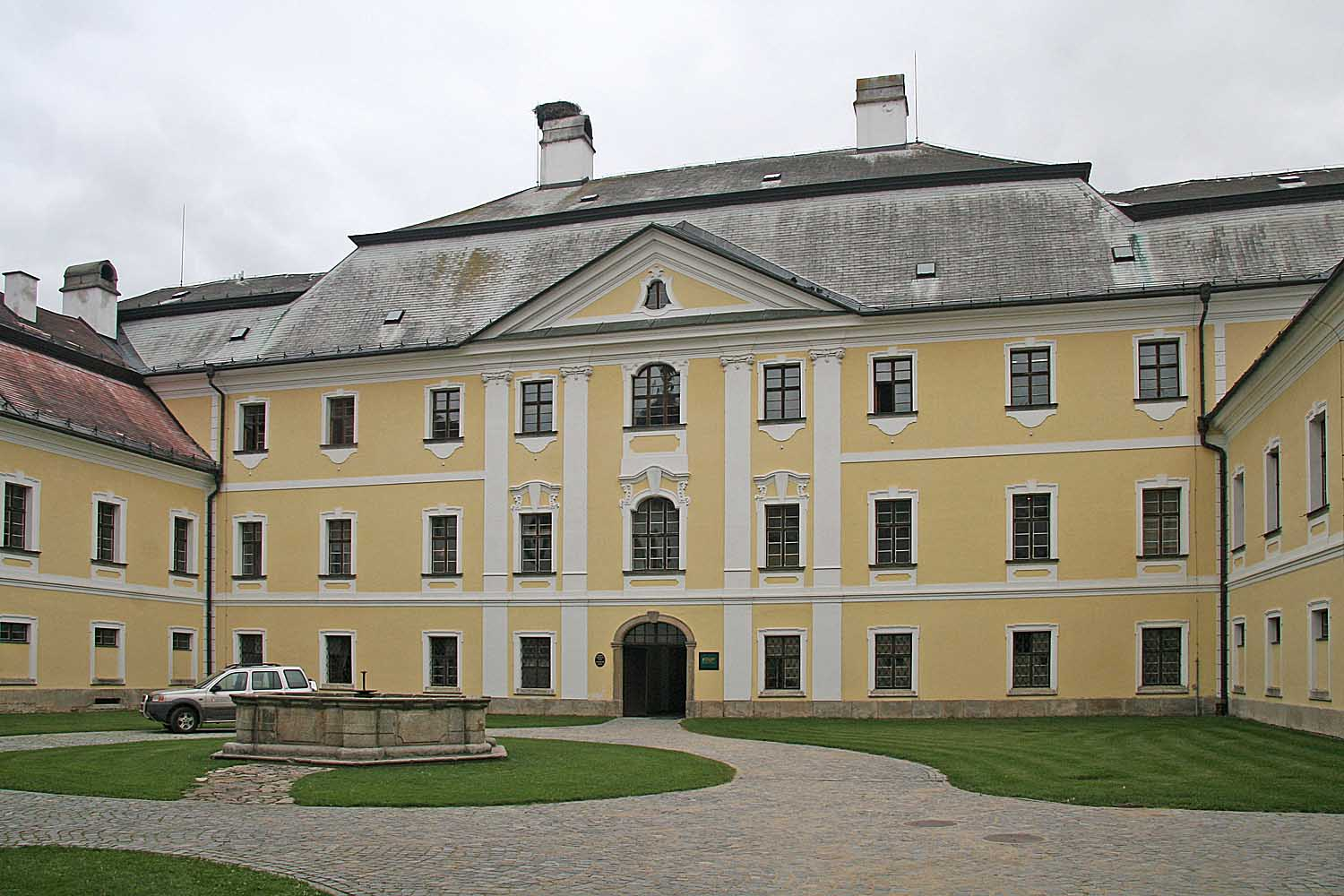
Nádvoří zámku ve Žďáře nad Sázavou

Po bitvě na Bílé hoře osídlil kardinál část nyní již zámeckého areálu františkány. Roku 1638 odkoupil cisterciácký řád žďárské panství od Maximiliána knížete z Dietrichštejna (synovce a dědice roku 1636 zesnulého kardinála) a o rok později se do Žďáru opět vrátili cisterciáci. Roku 1642 klášter napadli Švédové. Klášter byl ale ubráněn řádovými bratry a měšťany. Švédové se opět vrátili v roce 1647 a vyplenili město. Největšího rozvoje kláštera, města a okolí dosáhl v 18. století opat Václav Vejmluva, který mimo jiné pověřil Jana Blažeje Santiniho Aichla přestavbou vyhořelého kláštera. Klášter se v této době také stal významným kulturním střediskem. Opat se dokonce pokusil založit akademii pro výchovu šlechtické mládeže.

### Osvícenství

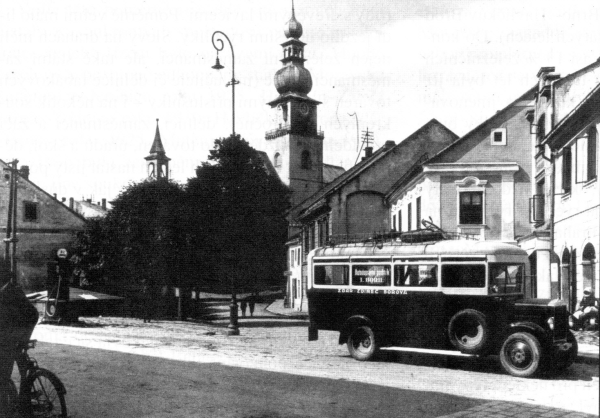
Autobusová zastávka Město Žďár ve 30. letech 20. století

Za josefínských reforem byl roku 1784 klášter zrušen na žádost tehdejšího opata a známého osvícenského vědce a plagiátora Otty Steinbacha z Kranichštejna a zůstal pouze správním centrem panství. Některé budovy přešly do soukromých rukou, jádro kláštera bylo později přebudováno na zámek, který vystřídal několik majitelů. Dnes jej vlastní Constantin Kinský, potomek šlechtického rodu Kinských, posledních vlastníků zámku před znárodněním po druhé světové válce.
Po roce 1848 se Žďár stal sídlem okresního soudu (stal se centrem soudního okresu, centrem politického okresu bylo Nové Město na Moravě).
V letech 1898–1905 získalo město železniční spojení místní dráhou Německý Brod–Brno.
Roku 1928 navštívil město prezident Tomáš Garrigue Masaryk. Snímek z této návštěvy byl vzorem pro československou známku s děvčátkem v kyjovském kroji vydanou roku 1938.

### Po druhé světové válce
V roce 1949 bylo Město Žďár sloučeno s obcí Zámek Žďár a přejmenováno na Žďár nad Sázavou. Téhož roku se stal okresním městem a významným průmyslovým centrem po výstavbě Žďárských strojíren a sléváren (ŽĎAS). Tím bylo navázáno na tradici zdejšího železářství, jehož počátky jsou zaznamenány na přelomu 14. a 15. století, kdy byl založen klášterní hamr. Po výstavbě ŽĎASu se město významně rozšířilo. V 70. letech vedení města rozhodlo, že Žďár nad Sázavou by mělo být „moderní socialistické město“, a proto nařídilo rozsáhlou asanaci města. Staré domy (mnohdy i cenné historické objekty) v centru města byly nahrazeny panelovými domy a obchodními středisky.

#### Starostové Žďáru po roce 1994
V letech 1994–2010 působil jako starosta Mgr. Jaromír Brychta z ODS. Od roku 2010 do roku 2014 tuto funkci zastávala Ing. Dagmar Zvěřinová z ČSSD. Mezi lety 2014 až 2018 byl starostou města Mgr. Zdeněk Navrátil za sdružení ŽĎÁR – ŽIVÉ MĚSTO (tj. hnutí STAN a nezávislí kandidáti). Od roku 2018 je starostou Ing. Martin Mrkos, ACCA z hnutí STAN (zvolen na kandidátce ŽĎÁR – ŽIVÉ MĚSTO).

## Členění města

### Katastrální území
Město se člení na čtyři katastrální území: katastrální území Zámek Žďár, Stržanov a Veselíčko u Žďáru nad Sázavou odpovídají vždy jedné části, v katastrálním území Město Žďár leží zbylých osm částí.
Na historickém území Moravy se nachází většina města. Na historickém území Čech se nachází pouze většina katastrálního území Stržanova a severní část k. ú. Zámek Žďár zahrnující především zúženou severní část vodní nádrže Pilská.
Území města sousedí s územími těchto obcí: Jámy, Vatín, Březí nad Oslavou, Nové Veselí, Budeč, Hamry nad Sázavou, Račín, Polnička, Světnov, Počítky, Vysoké, Lhotka a Nové Město na Moravě. Z toho obce Jámy, Vatín, Hamry nad Sázavou, Račín, Polnička, Světnov, Počítky, Vysoké, Lhotka a také Cikháj, Sazomín a Sklené byly dříve součástí města.

### Části města
- Žďár nad Sázavou 1 – Staré Město, Nové Město, Dolní Libušín (13 základních sídelních jednotek: Žďár nad Sázavou-střed, Kamenný rybník, Libušín, Nádraží, Strojírenská, U jámské cesty, U parku, U Sázavy, U stadionu, Ve smrčkách, Velká Strana, Vetla, Zadní Vetla)
- Žďár nad Sázavou 2 – Zámek (lidově Klášter, samostatné katastrální území, součást města od roku 1949) (5 základních sídelních jednotek: Zámek Žďár, Vápenice, Starý Dvůr, Pod Zelenou Horou, Pilská údolní nádrž)
- Žďár nad Sázavou 3 – Stalingrad (4 základní sídelní jednotky: Brodská-jih, Brodská-sever, Libická, Žižkova)
- Žďár nad Sázavou 4 – U průmyslové školy, Horní Libušín (jen ZSJ U průmyslové školy)
- Žďár nad Sázavou 5 – Vysočany (jen ZSJ Vysočany)
- Žďár nad Sázavou 6 – Nádraží – Přednádraží (jen ZSJ Přednádraží)
- Žďár nad Sázavou 7 – Pod Vodojemem (jen ZSJ Pod vodojemem)
- Žďár nad Sázavou 8
- Mělkovice (zahrnuje ZSJ Mělkovice a Plíčky)
- Radonín
- Stržanov (samostatné katastrální území s jednou ZSJ)
- Veselíčko (samostatné katastrální území s jednou ZSJ)

## Obyvatelstvo

### Počet obyvatel
| Rok            | 1869  | 1880  | 1890  | 1900  | 1910  | 1921  | 1930  | 1950  | 1961   | 1970   | 1980   | 1991   | 2001   | 2011   | 2021   |
| -------------- | ----- | ----- | ----- | ----- | ----- | ----- | ----- | ----- | ------ | ------ | ------ | ------ | ------ | ------ | ------ |
| Počet obyvatel | 4 338 | 4 026 | 3 842 | 4 124 | 4 666 | 4 655 | 4 674 | 4 936 | 10 305 | 15 686 | 20 864 | 23 191 | 24 289 | 22 275 | 20 124 |

### Struktura populace

Věková struktura obyvatel obce Žďár nad Sázavou roku 2011
Rodinný stav obyvatel obce Žďár nad Sázavou roku 2011
Vzdělání obyvatel obce Žďár nad Sázavou roku 2011

## Pamětihodnosti

### Dílo J. B. Santiniho-Aichela
Na počátku 18. století povolal opat Vejmluva do Žďáru mnoho architektů, sochařů a malířů, nejvýznamnější ale byl pražský architekt Jan Blažej Santini-Aichel. K nejvýznamnějším pracím Santiniho na žďárském klášteře patří zvelebení interiéru konventního kostela Nanebevzetí Panny Marie a stavba prelatury. Vedle částečné přestavby interiéru kláštera Santini navrhl i velké množství staveb mimo vlastní budovy kláštera. Například klášterní hospodářský dvůr Lyra, přístavba sakristie hřbitovního kostela Nejsvětější Trojice u jihovýchodní části náměstí Republiky a Dolní hřbitov (postaven pro oběti moru, který se Žďáru vyhnul).
Nejvýznamnější stavební památkou Santiniho je bezesporu poutní kostel sv. Jana Nepomuckého na Zelené hoře, postavený ve slohu barokní gotiky. Tento vrcholný Santiniho výtvor byl roku 1994 zařazen do seznamu světových kulturních a přírodních památek UNESCO.

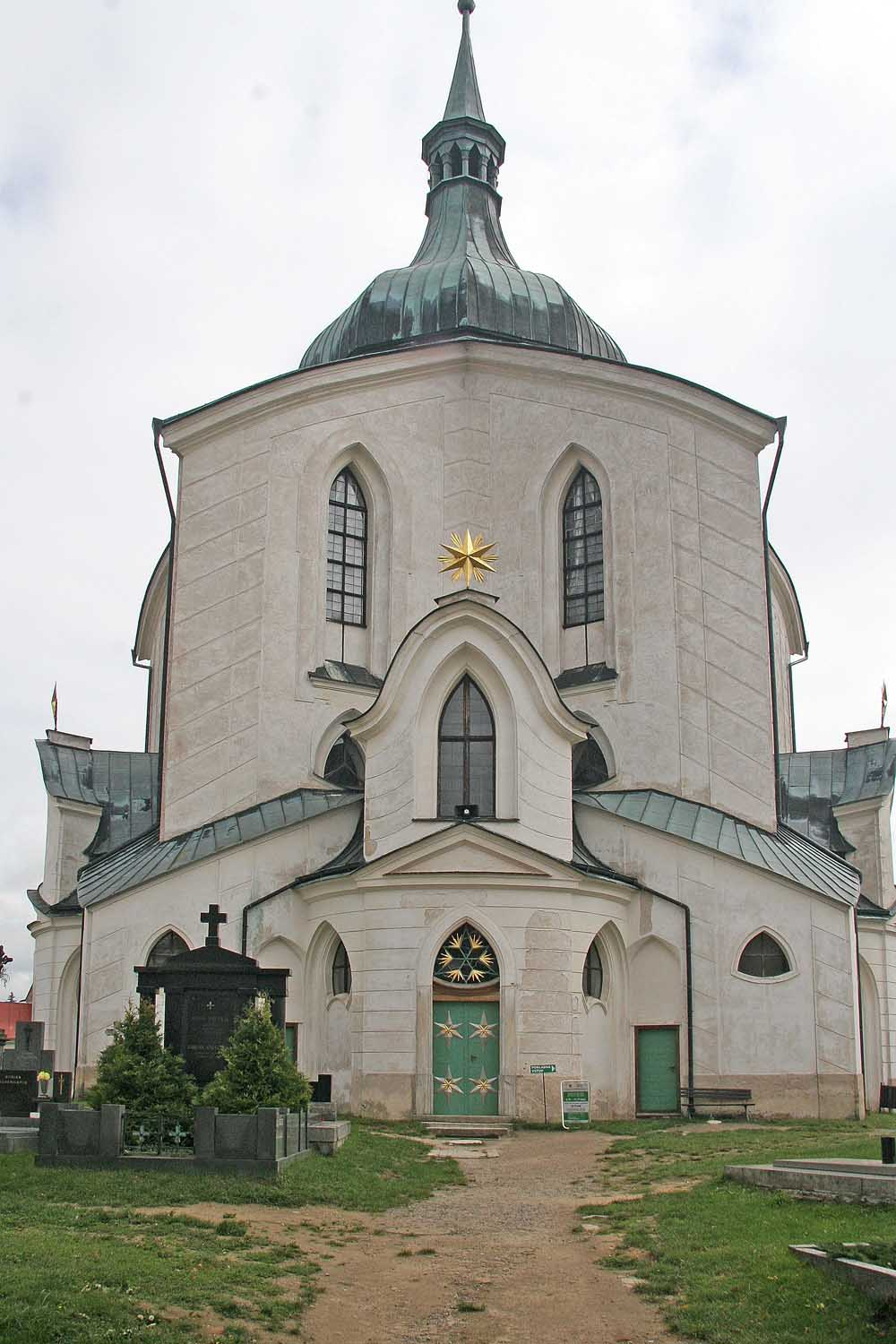
Poutní kostel Sv. Jana Nepomuckého na Zelené hoře
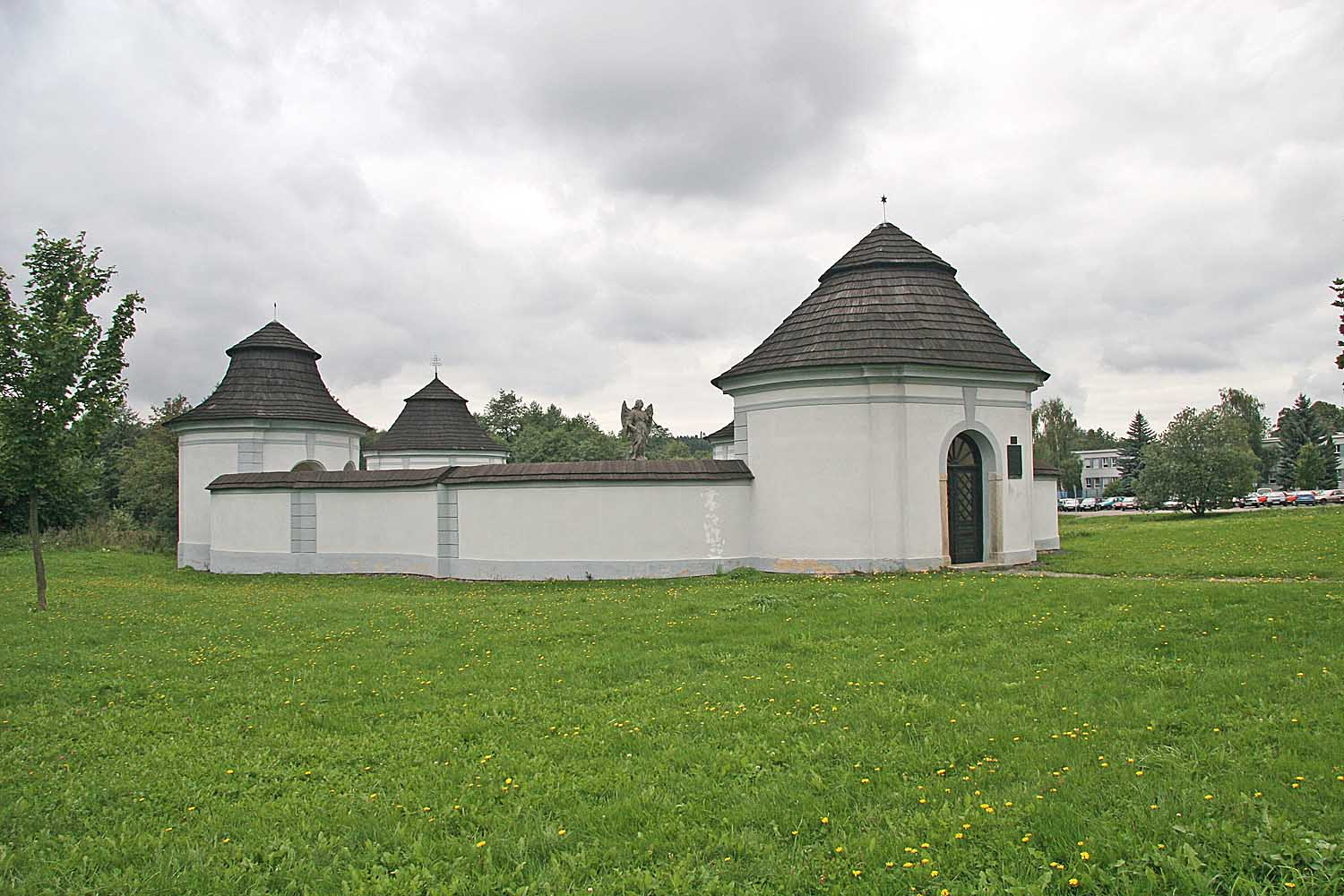
Dolní hřbitov
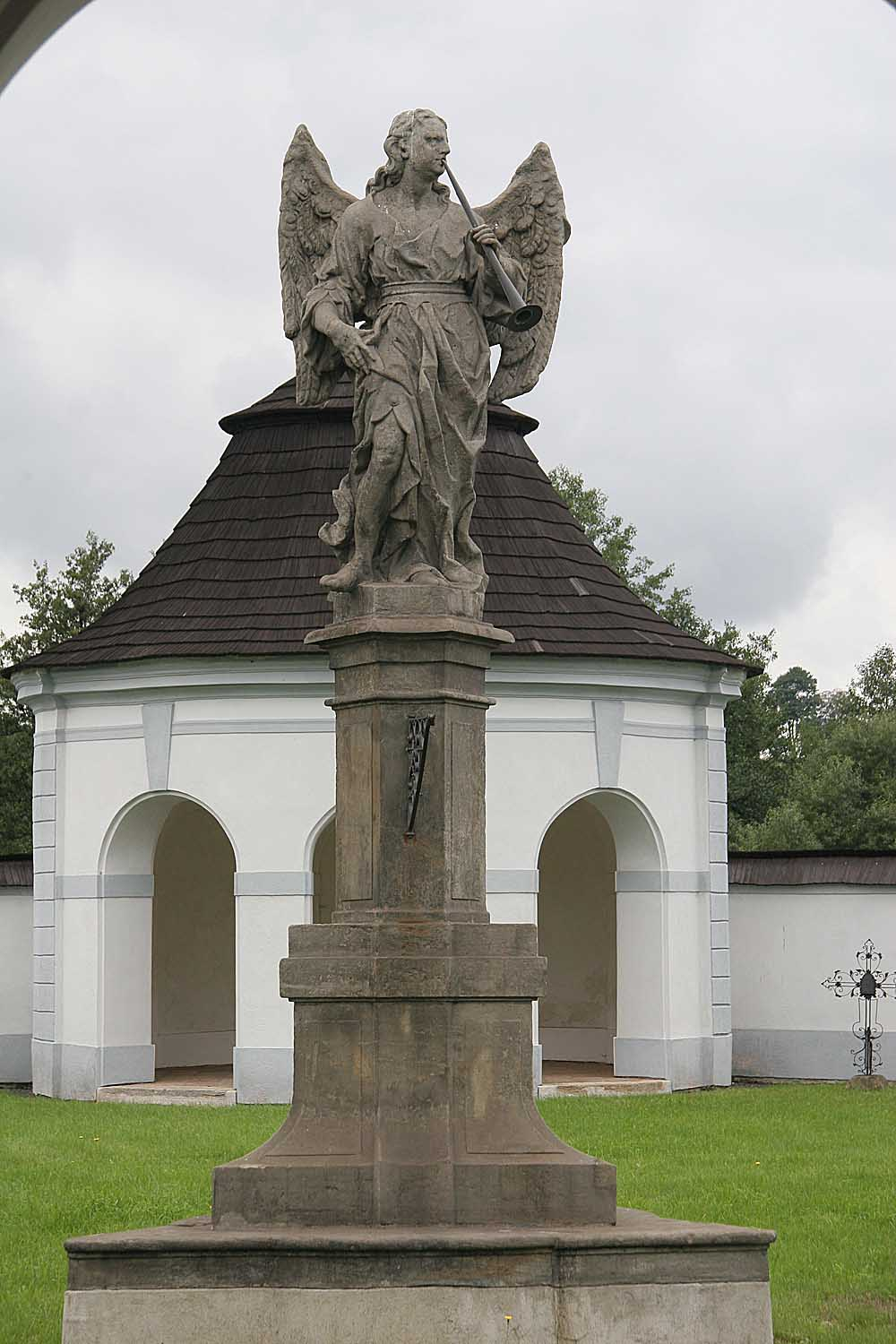
Socha Anděla Posledního soudu od Řehoře Thenyho na Dolním hřbitově
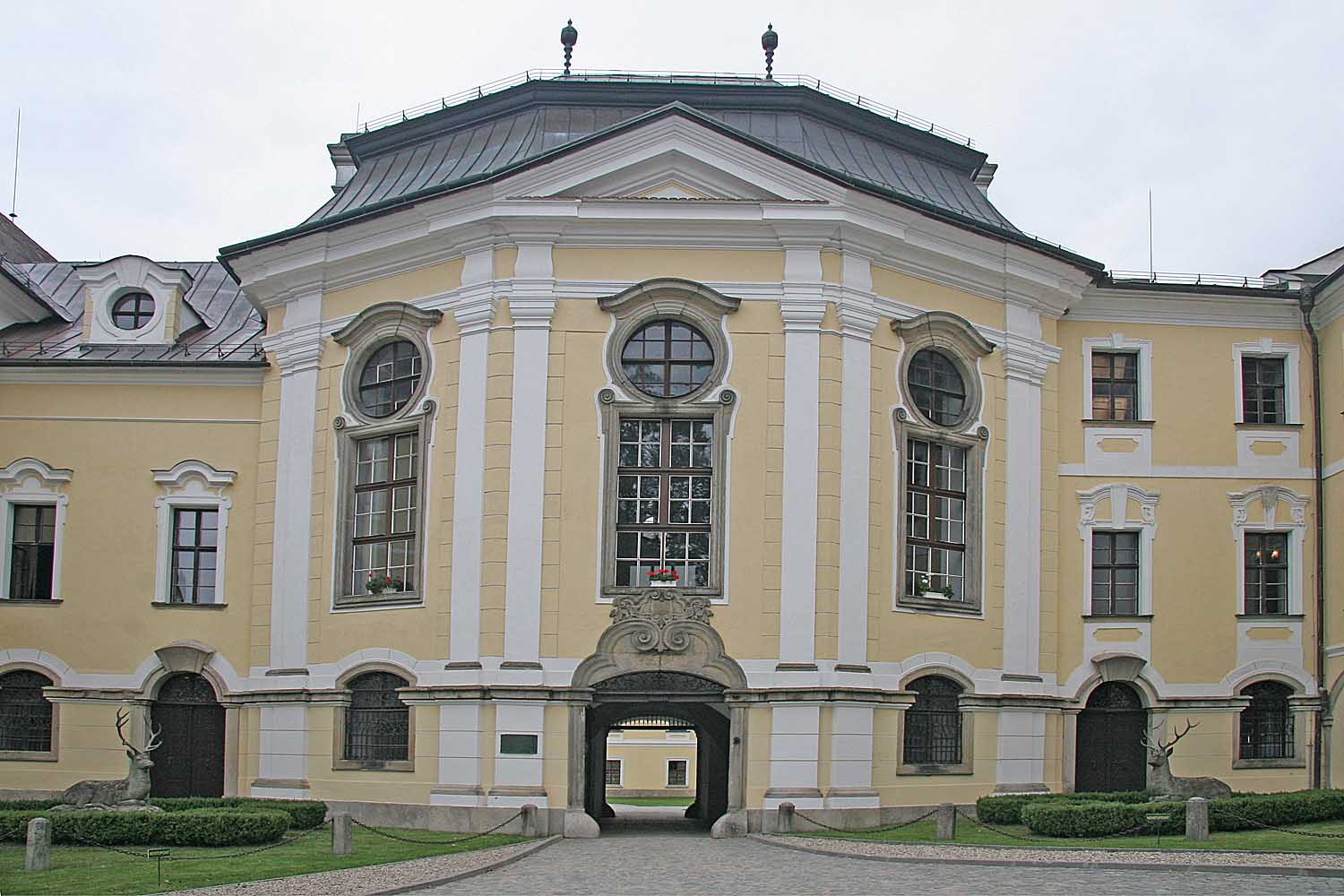
Prelatura bývalého cisterciáckého kláštera ve Žďáře nad Sázavou

### Další památky
Centrum města se rozkládá kolem nepravidelného čtyřúhelníkového náměstí Republiky, na kterém stojí původně renesanční radnice, klasicistně přestavěná. Dnes tato budova slouží k reprezentativním a výstavním účelům. Zhruba uprostřed náměstí je barokní morový sloup z 18. století. Na budově bývalého hotelu Veliš (západní strana náměstí) je secesní fasáda od akademického sochaře Vilíma Amorta. Východní strana náměstí je kontrastně tvořena řadou budov ze 70. let, navržených ve stylu socialistické moderní výstavby. Poblíž náměstí je tvrz postavená hamerníkem Kuncmanem na začátku 14. století s barokními úpravami (dnes Regionální muzeum) a gotický farní kostel sv. Prokopa původně ze 13. století, který byl výrazně přestavěn v období pozdní gotiky. U klášterních budov je barokní most s galerií soch od neznámého sochaře, z roku 1761, přezdívaný malý Karlův most. Na jedné straně mostu jsou sochy sv. Benedikta, sv. Mikuláše, sv. Jana a sv. Cyrila, na druhé sv. Bernarda, sv. Vojtěcha, sv. Pavla a sv. Metoděje.
Ve Veselíčku se nachází jeden z posledních hrajících orchestrionů v České republice.
- Pamětní deska 17. listopadu 1989 na náměstí republiky[11]
- Pamětní deska Pavlu Wonkovi na ulici Jungmannova[12]
- Pamětní desky obětem komunistického režimu v budově městského úřadu[13]

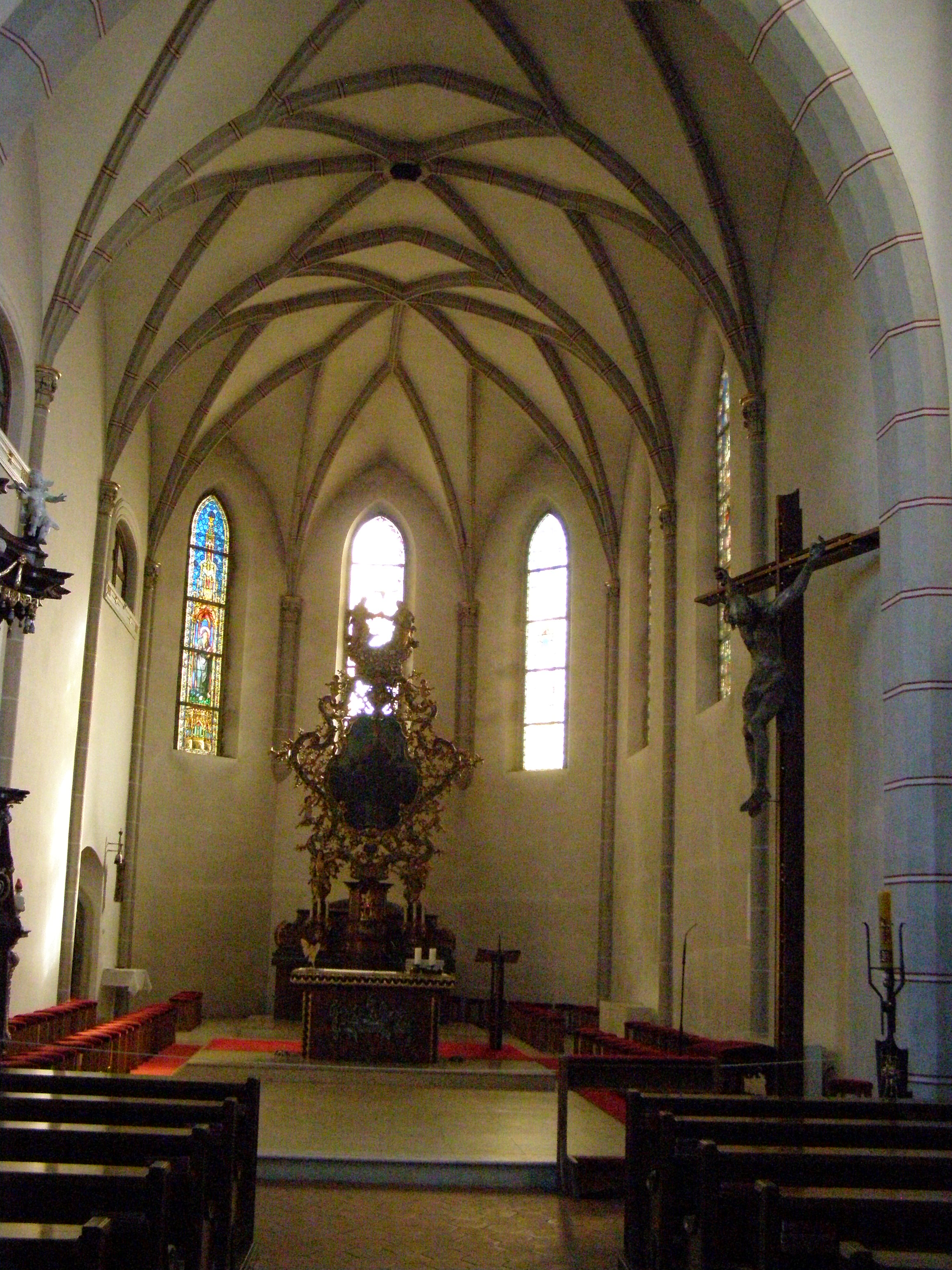
Interier pozdně gotického kostela svatého Prokopa
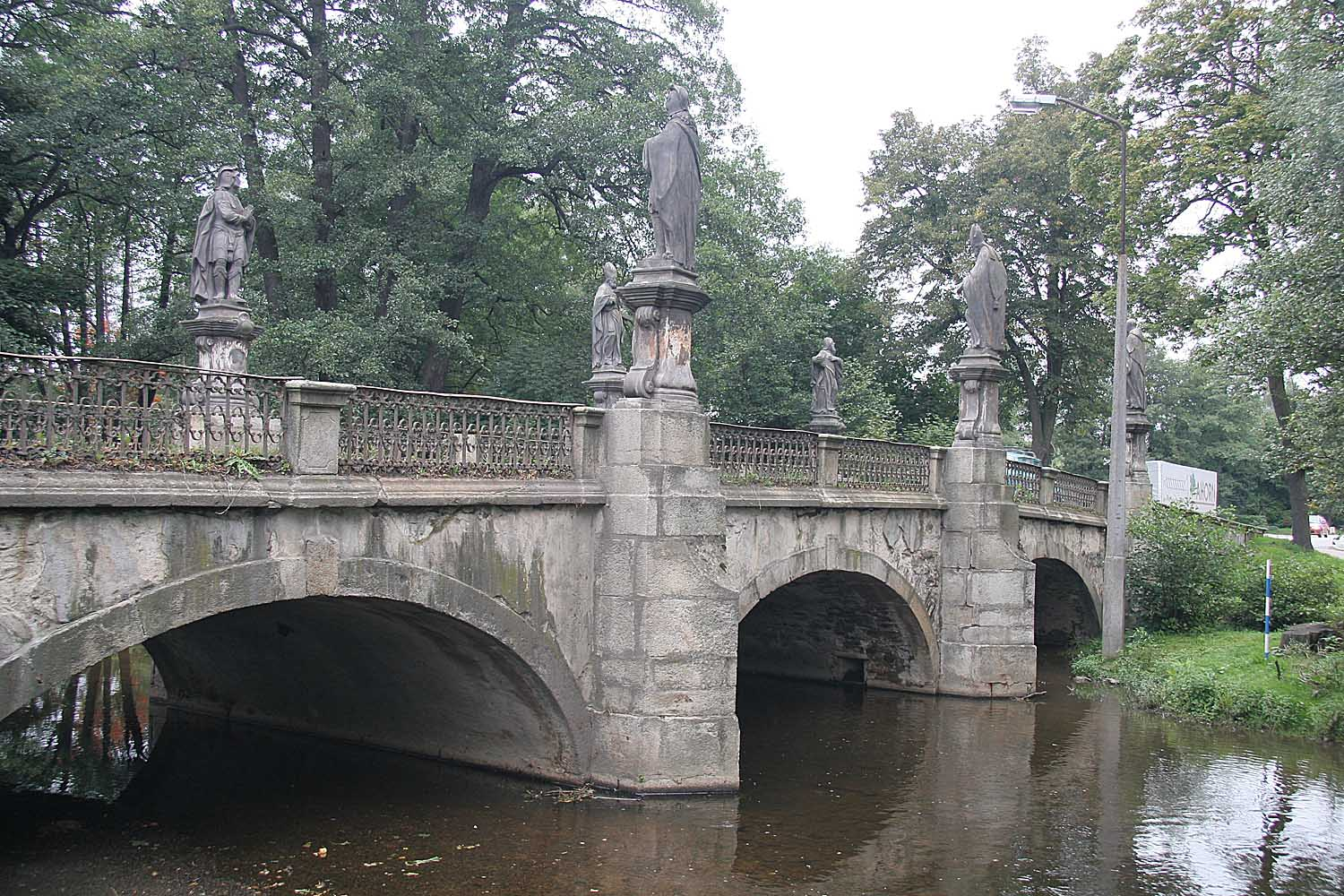
Most s barokními sochami ve Žďáře nad Sázavou
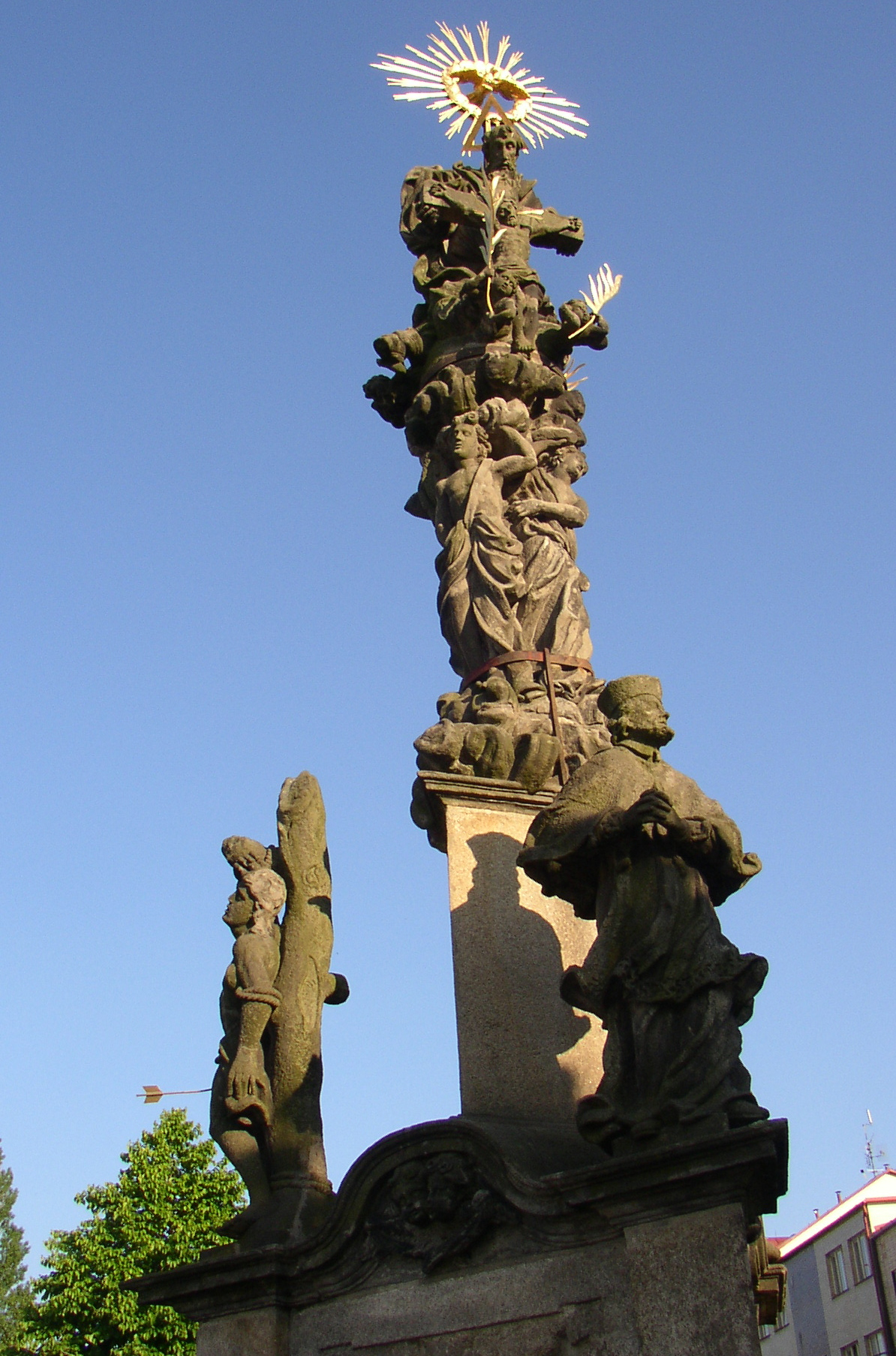
Morový sloup Nejsvětější Trojice z roku 1706 od Jakuba Steinhübla

## Kultura

### Umění žďárského kláštera
Jako každý klášter, i žďárský cisterciácký byl centrem umění a vzdělanosti na Českomoravské vrchovině. Vedle opata Vejmluvy a architekta Santiniho je potřeba zmínit méně známou, ale neméně významnou osobu Jindřicha Řezbáře. Je autorem literárně i historicky zajímavé a významné kroniky Cronica domus Sarensis (Kronika žďárského kláštera), popisující počátky žďárského kláštera.

### Svatopluk
Na svatého Štěpána v roce 1848 byl hostinci U Süssů ve Městě Žďáře založen čtenářský spolek jako jeden z nejstarších na Moravě. Jeho předsedou se stal Jan Pluhař. Účelem spolku bylo národní a občanské uvědomění a vzdělání skrze čtení knih, zvláště slovanských, a hudbu. 14. července 1850 byl ale z rozkazu c. k. moravského místodržícího násilně rozehnán četnictvem. Obnovy se dočkal až po vydání takzvaného Říjnového diplomu císaře Františka Josefa v roce 1860. Od roku 1863 přijal jméno výrazné postavy bájného velkomoravského knížete Svatopluka.
Svatopluk pořádal tzv. besedy, jejichž náplní byla hlasitá společná četba novin a knih nebo recitace básní. Často se i zpívalo nebo tančilo. Knihovna, která byla budována od počátku činnosti, čítala okolo roku 1900 910 svazků se 358 čtenáři.
Z krátkými přestávkami světových válek přetrval Svatopluk jako smíšený pěvecký sbor dodnes. Postupně se totiž z čtenářského spolku stal spolkem pěveckým. Významná byla činnost dirigenta Václava Šnora v osmdesátých letech devatenáctého století, který ve s boru působil přes čtyřicet roků.
V současnosti sbor interpretuje převážně skladby českých autorů a účastní se jak tuzemských, tak i zahraničních festivalů a soutěží. Skladatel Jiří Teml pro Svatopluk zkomponoval hudební pásmo nazvané Písničky ze Žďára. Současným dirigentem a sbormistrem je Zdeněk Kužela, před ním vedl sbor Jan Lán.

### Žďáráček
Dětský pěvecký sbor Žďáráček působí při Základní umělecké škole Františka Drdly ve Žďáře nad Sázavou pod vedením sbormistrů Mgr. Dany Foralové, Mgr. Pavla Schmidta a za klavírní spolupráce Mgr. Nonny Piňosové. Zakladatelem tohoto sboru je pan Jiří Libra.

### Současný kulturní a náboženský život města

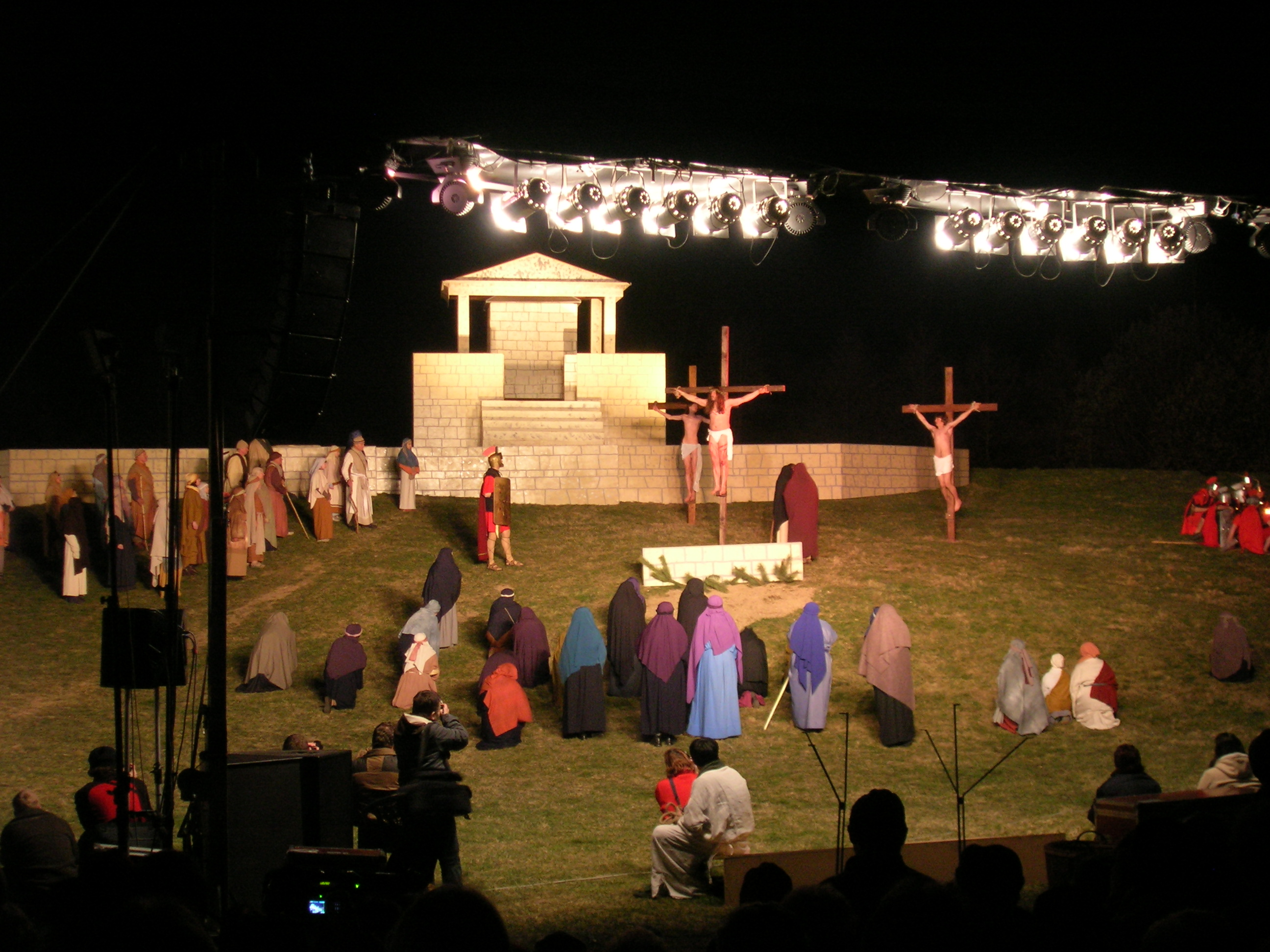
Z pašijové hry „Co se stalo s Ježíšem“

Do roku 2014 v knižní tradici žďárského kláštera pokračovalo Muzeum knihy, které spadalo pod Národní muzeum v Praze. V zámku byly ještě dvě další expozice, a to expozice rodu Kinských a Santiniho. V roce 2015 bylo na místě někdejšího hospodářského objektu otevřeno Muzeum nové generace.
Posledních pár let se ve žďárském zámku konala pravidelná sympozia sochařů Dřevěná plastika. Plastiky umělců z celého světa byly po skončení sympozií rozmisťovány po městě. Dalším festivalem umění jsou Slavnosti jeřabin. Jde hlavně o hudební a výtvarný festival. Ve městě se konají další dvě pravidelná hudební setkání. Je to folkový festival Horácký džbánek, který je pořádán v zámku, a festival klasické hudby Concentus Moraviae, který probíhá v poutním kostele na Zelené hoře.
V roce 2004 byl v poutním kostele také uspořádán koncert mezinárodního hudebního projektu České sny, konaného u příležitosti vstupu Česka do Evropské unie, pod záštitou Magdaleny Kožené a Václava Havla.
Na začátku února ve městě probíhal pravidelně Národní krojový ples Folklorního sdružení České republiky. V předvelikonočním týdnu organizují dvě žďárské farnosti pašijovou hru Co se stalo s Ježíšem v areálu Na Bouchalkách. Okolo svátku sv. Jana Nepomuckého (16. května) se koná v poutním kostele na Zelené hoře Hlavní pouť. Pouťové atrakce na prostranství u zimního stadionu navštěvuje každoročně množství lidí. Během celé sezóny se konají v poutním kostele další malé poutě.
Památky zapsané do seznamu památek UNESCO v roce 2011 získaly prostřednictvím města grant kraje Vysočina vázaný na začlenění kamerových záznamů a přenosů památek do pořadu Panorama České televize, spolu s městem Žďárem nad Sázavou získaly tentýž grant i města Telč a Třebíč. Vysílání má probíhat od 1. května 2012 do konce října téhož roku. Záznamy mají po celý rok být k dispozici na webových stránkách měst, kraje, organizace UNESCO a dalších organizací. V roce 1988 byla v prostorách ZUŠ Františka Drdly otevřena Pamětní síň Františka Drdly.
Náboženský život města je specifickou podstatnou částí kultury. Odehrává se ve dvou římskokatolických farnostech (při kostele svatého Prokopa a při Bazilice menší Nanebevzetí Panny Marie a sv. Mikuláše. Bohoslužby se konají také ve svatojanském poutním kostele na Zelené hoře. Bližší viz web zdarskefarnosti.cz .   Dále ve městě působí Československá církev husitská a Adventisté.

## Doprava

### Silniční doprava
Žďár nad Sázavou byl už od svého vzniku významnou osadou na zemské obchodní stezce. Ve 20. století, do doby než byla postavena dálnice D1, procházel městem hlavní tah mezi Prahou a Brnem. Dnes tato velmi frekventovaná silnice I/37 spíše spojuje Pardubice a Brno.
Ve Žďáru nad Sázavou silnice I/37 křižuje se silnicí I/19. 

#### Městská hromadná doprava
Městská hromadná doprava zahájila svůj provoz 1. října 1957, v současné době je provozováno 9 linek.[kdy?]

### Železniční doprava
Železniční stanice Žďár nad Sázavou vznikla v době výstavby železniční tratě mezi Havlíčkovým Brodem a Tišnovem. Byla to poslední část tratě mezi Prahou a Brnem. Asi o 60 let později byl vystavěn nový koridor (tzv. jižní koridor), který opět vede přes Žďár nad Sázavou, kde zastavují všechny vlaky. Zbytek původní tratě vede přes Nové Město na Moravě do Tišnova.

#### Tratě
- Trať 250 (Praha – Kolín – Havlíčkův Brod – Žďár nad Sázavou – Brno – Břeclav – Kúty) a zpět
- Trať 256 (Žďár nad Sázavou – Nové Město na Moravě – Bystřice nad Pernštejnem – Tišnov) a zpět

## Školství
Ve městě jsou 4 úplné základní školy, 1 základní škola 1.–4. stupeň (admin. součástí 4.ZŠ Švermova), 2 gymnázia, 4 střední odborné školy, 3 střední odborná učiliště a 2 vyšší odborné školy.

### Střední školy
V roce 2014 došlo ke sloučení 2 škol s podobným zaměřením ve Žďáru nad Sázavou a to ke sloučení Vyšší odborné a Střední průmyslové školy Žďár nad Sázavou a Střední školy technické Žďár nad Sázavou. Nově sloučené školy si ponechaly název Vyšší odborná a Střední průmyslová škola Žďár nad Sázavou. Škola vystavuje své sbírky ve svém Muzeum počítačů ve Žďáru nad Sázavou.
- Biskupské gymnázium Žďár nad Sázavou
- Gymnázium Žďár nad Sázavou
- Střední škola obchodní a služeb SČMSD
- Střední zdravotnická škola a Vyšší odborná škola zdravotnická Žďár nad Sázavou
- Střední škola gastronomická Adolpha Kolpinga
- Škola ekonomiky a cestovního ruchu, škola v roce 2015 pro nedostatek studentů ukončila svou činnost[23]
- Vyšší odborná a Střední průmyslová škola Žďár nad Sázavou
- Střední škola technická Žďár nad Sázavou[24] – zanikla v roce 2014 sloučením s Vyšší odbornou a Střední průmyslovou školou Žďár nad Sázavou[21]

## Sport
- SKLH Žďár nad Sázavou, hokejový klub
- FC ŽĎAS Žďár nad Sázavou, fotbalový klub
- Hippos Žďár nad Sázavou, florbalový klub

## Ocenění
V roce 2017 město získalo ocenění Cena hejtmana Kraje Vysočina za společenskou odpovědnost v kategorii veřejný sektor – obce. V roce 2018 získala společnost Cenu hejtmana Kraje Vysočina za společenskou odpovědnost, 1. místo v kategorii veřejný sektor – obce.

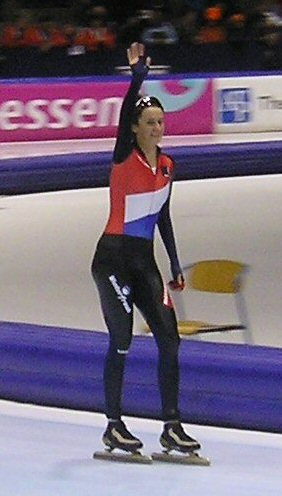
Martina Sáblíková

## Osobnosti
- Josef Apetauer (1898–1955), psychiatr, lékařská fakulta UK, člen několika vědeckých společností
- Markéta Bednářová (* 1981), basketbalistka, vicemistryně světa, ZVVZ USK Praha
- Lucie Bechynková (* 1986), spisovatelka, moderátorka, autorka podcastu Opravdové zločiny
- Romana Bělohlávková (* 1965), politička, poslankyně PSP ČR
- Jindřich Bílek (1919–1987), válečný letec[27]
- Ladislav Břečka (1914–1942), účastník zahraničního odboje, rotný, střelec 311 bombardovací peruti RAF, zahynul tragicky ve Velké Británii
- František kardinál z Ditrichštejna (1570–1636), majitel žďárského panství, povýšil roku 1607 Žďár na město
- Jan Theodorich Doležal (1847–1901), první český odborný lesnický spisovatel a redaktor
- František Drdla (1868–1944), hudební skladatel a houslový virtuóz
- Petr Hora (* 1949), sklářský výtvarník a designér
- Anna Janů (* 1956), zakladatelka Domácí ošetřovatelské péče
- Jan Kasal (* 1951), politik, poslanec PSP ČR
- Radslav Kinský (1928–2008), imunobiolog, zakladatel reprodukční imunologie, člen českých a francouzských vědeckých ústavů, významných světových univerzit, majitel žďárského zámku
- Martin Koukal (* 1978), lyžař a horolezec
- Petr Koukal (* 1982), hokejista, mistr světa, HC Eaton Pardubice
- Filip Kovář (1863–1925), botanik, lichenolog, kustod Vlastivědného muzea v Olomouci
- Vavřín Krčil (1895–1968), vynálezce tašky síťovky
- František Lacina (1863–1941), ředitel Národního divadla v Brně, vybudování moravské činohry a operetního souboru v Praze Vinohradech
- Otto Leixner von Grünberg (1847–1907), významný německý spisovatel, básník, literární kritik a žurnalista
- Martin Nečas (* 1999), hokejista
- Miroslava Němcová (* 1952), politička, předsedkyně Poslanecké sněmovny
- Michal Olšiak (* 1978), sochař a malíř
- Julius Pelikán (1887–1969), sochař (pomník J. A. Komenského ve Fulneku)
- Josef Věromír Pleva (1899–1985), spisovatel (Malý Bobeš)
- Ladislav Pluhař (1865–1940), právník, politik, elektrifikace západní Moravy, spoluzakladatel a.s. Moravský kras, výzkum a provoz jeskyň, u zrodu brněnského výstaviště
- Vít Pohanka (* 1966), rozhlasový novinář
- Beáta Rajská (* 1967), módní návrhářka
- Kamil Kopecký (* 1977), vysokoškolský pedagog, zakladatel a ředitel projektu E-Bezpečí
- Tomáš Rolinek (* 1980), hokejista, mistr světa, Metallurg Magnitogorsk
- Jindřich Řezbář (12??–13??), cisterciácký mnich, kronikář (Cronica domus Sarensis)
- Martina Sáblíková (* 1987), rychlobruslařka, cyklistka, mistryně světa, světová rekordmanka
- Jan Blažej Santini-Aichel (1677–1723), architekt
- Jakub Staenhübl (1668–1750), barokní sochař tyrolského původu
- Josef Straka (1864–1948), malíř
- Ivo Strejček (* 1964), politik, poslanec Evropského parlamentu
- Matěj Josef Sychra (1776–1830), kněz, obrozenecký spisovatel, zasloužil se o zachování kostela na Zelené hoře
- Vladimír Šacha (1903–1986), spisovatel, básník
- Řehoř Theny (1567–1633), sochař, žák Matyáše Bernarda Brauna
- Petr Vampola (* 1982), hokejista, mistr světa, Ufa Salavat Yulayev
- Václav Vejmluva (1670–1740), opat kláštera (Santiniho přestavba)
- Eva Vítečková (* 1982), basketbalistka, juniorská mistryně světa, vicemistryně světa, ZVVZ USK Praha
- František Vízner (1936–2011), sklářský designér
- Petr Vejvoda (1998–2014), student oceněn medailí Za hrdinství za záchranu lidského života s nasazením vlastního života
- Radek Zlesák (* 1983), politik, poslanec PČR

## Partnerská města
Žďár nad Sázavou má tato partnerská města:
- Flobecq, Belgie (1999)
- Schmölln, Německo (2001)
- Cairanne, Francie (2003)
- Chust, Ukrajina (2017)
- Lešno, Polsko (2023)